# Арка
1. Замковый камень
2. Клинчатый камень (вуссуар)
3. Внешняя поверхность свода (экстрадос)
4. Пятовый камень (импост)
5. Внутренний свод (интрадос)
6. Стрела подъёма
7. Пролёт
8. Опорная стена

А́рка (фр. arc, итал. arco, от лат. arcus — дуга, изгиб, нем. Bogen) — тип архитектурной конструкции, дугообразное перекрытие проёма — пространства между двумя опорами — колоннами, пилонами. Арка, продолжающаяся в глубину, образует свод. Таким образом арка становится «направляющей» сводчатой конструкции. В истории архитектуры известны полуциркульные, стрельчатые, коробовые, возвышенные, перспективные, уплощённые, ланцетовидные, трёхлопастные и многолопастные, подковообразные, килевидные арки.
Арка — одно из выдающихся изобретений человечества. В отличие от горизонтального, архитравного перекрытия арка оптимально выдерживает давление, более того, чем сильнее мы нагружаем арку, тем прочнее она становится, она как бы «пружинит» под действием тяжести. Не случайно мосты через реки, как правило, делают арочными (исключение составляют мосты значительной протяжённости, требующие промежуточных опор, для чего используют подвесные конструкции). Единственный серьёзный недостаток арки — распор, действующий на боковые устои, которые приходится дополнительно укреплять. Арочные конструкции столь важны в истории архитектуры, что они повторяются метафорически и в иных формах, например: арочные окна, миниатюрные арки в мебели и изделиях декоративно-прикладного искусства.
Как правило, арки симметричны относительно вертикальной оси. Череда арок составляет аркаду. Частный случай аркады с опорой непосредственно на капители (либо через импосты) ордерных колонн — ордерная аркада. 

## Арка в истории архитектуры
Арки впервые появились во II тысячелетии до н. э. в архитектуре Древнего Востока: Древнего Египта, Древней Месопотамии, древней и эллинистической Сирии. В этих странах ощущался дефицит строительного дерева и камня, поэтому строили в основном из сырцового и обожжённого кирпича. Из такого материала затруднительно было создавать перекрытия значительного пролёта. Поэтому природные условия формирования строительных традиций этих стран стимулировали поиски новых конструкций. Такими конструкциями стали арка и свод.
В Древней Греции строители практически не использовали арки и своды (за исключением ранней, крито-микенской, или минойской, культуры), а интерьеры каменных храмов перекрывали плоскими, архитравными конструкциями: либо деревом либо мраморными блоками, что требовало большого количество опор внутри здания.
Древние римляне, напротив, заимствовали на Востоке идею арки и свода и широко применяли их в своей архитектуре. Полуциркульные своды и арки — характерный элемент романской архитектуры. В эпоху готики строители-масоны (каменщики), увеличивая внутреннее пространство готических соборов столкнулись с проблемой увеличения бокового распора на устои (стены, пилоны). Они блестяще разрешили эту задачу, освободив стены и внутренние опоры здания от нагрузки, переложив её на наружные опоры (систему контрфорсов и аркбутанов) и придав аркам стрельчатую форму. Арки стрельчатой формы создают меньший боковой распор, но так называемая связанная система травей (пролётов) предполагала увязку по высоте боковых стрельчатых (щёковых) арок и диагональных полуциркульных арок — ожива.
В архитектуре христианских храмов появились новые термины. Подпружными стали называть четыре полуциркульных арки средокрестия (пересечения нефа и трансепта), или подкупольного пространства. Через посредство четырёх парусов, или пандативов, барабан купола опирается на арки, отчего их и назвали подпружными. Одна из этих арок, предваряющая вход в восточную, алтарную часть, именуется триумфальной.

## Механика
Арка — это криволинейный брус плавного абриса, несущая строительная конструкция. В отличие от балки, которая испытывает нормальное механическое напряжение, арка испытывает касательное механическое напряжение, из-за чего возникает горизонтальная опорная реакция (распор). От свода арка отличается лишь значительно меньшей шириной. Под вертикальной нагрузкой арка работает в большей степени на сжатие и в меньшей степени на изгиб.
Арки бывают бесшарнирные, двухшарнирные и трёхшарнирные; если опорные концы арки соединить стержнем (затяжкой, которая воспринимает горизонтальную реакцию), то получается арка с затяжкой.

### Названия частей арки
Основания арок, непосредственно опирающиеся на боковые столбы, называются пятами; расстояния между ними — пролётом арки. Традиционно арку выкладывали из клинчатых камней или кирпичей, снизу вверх, начиная от боковых опор. Самый верхний, центральный и последний клинчатый камень называют замко́вым, ключом свода, или аграфом. Его конструктивное значение подчёркивается размером или декоративным маскароном. Для того, чтобы в процессе кладки арка не обвалилась, снизу её подпирают временными деревянными кружалами. Расстояние от пяты до «замка» называют стрелой подъёма арки, оно определяет её форму, верхнюю точку — щелыгой. Наружное рельефное (профилированное) обрамление арки называется архивольтом. Часть плоскости стены между архивольтом арки и расположенным над ней карнизом либо между архивольтами соседних арок в аркаде называется антрвольтом. Антрвольты часто дополняют круглыми рельефными медальонами, мозаичным или расписным декором либо делают их ажурными (сквозными), что подчёркивает отсутствие у этих элементов конструктивной нагрузки. Внутренняя поверхность арки или свода, определяющая её глубину, часто декорируемая орнаментом, — интрадос (исп. intrados — вступление).
Расстояние между центрами пят называется расчётной проймой. При увеличении стрелы подъёма уменьшается распор арки. Ось арки подбирают так, чтобы сжатие на изгиб было минимальным; тогда арка будет наиболее крепкой и стойкой. Крепость арки зависит от её формы. Простейшие арки имеют форму полукруга, однако теоретически наиболее крепкими являются арки с формой параболы или цепной линии. Параболические арки впервые использовал испанский архитектор Антонио Гауди. Такие арки передают весь распор на опорную стену и не требуют дополнительных элементов.
Арки, перекрывающие несквозной проем, называются слепыми. Одной из целей этого является увеличение прочности стены при экономии материала. В древности известен приём, когда арка делалась для облегчения, например, когда перекрытие проёма в стене было выполнено в виде плоской арки, для разгрузки которой над нею делалась слепая арка.

### Расчёт арок
В основе расчёта арочных конструкций лежит расчёт кривого стержня, элемента отличного от прямой балки, у него ось представляет собой тот или иной тип кривой линии (ось — линия, проходящая через центры тяжести поперечных сечений элемента). С допустимым приближением касательные напряжения от поперечной силы для кривых стержней можно определять по той же формуле Журавского, что и для прямых балок:
{\displaystyle \tau ={\frac {QS(z)}{J_{x}b}}},
где
- {\displaystyle Q=Q(y)} — поперечная сила, действующая на балку ({\displaystyle y} — продольная координата),
- {\displaystyle S(z)} — статический момент отсеченной площади сечения на расстоянии {\displaystyle z} относительно нейтральной оси,
- {\displaystyle J_{x}} — момент инерции всего сечения элемента относительно центральной оси {\displaystyle x}, перпендикулярной плоскости арки,
- {\displaystyle b} — ширина сечения элемента на расстоянии {\displaystyle z} от нейтральной оси.

Соответственно, условие прочности по касательным напряжениям для кривых стержней будет представляться следующим образом:
{\displaystyle \tau _{max}={\frac {Q_{max}S_{max}}{Jb}}\leq |\tau |}.
Напряжения в кривом стержне, вызываемые нормальной силой, нормальны к сечению и равномерно распределены по его площади, то есть:
{\displaystyle \sigma ={\frac {N}{F}}},
где
- {\displaystyle N} — нормальная сила, действующая на элемент
- {\displaystyle F} — площадь сечения элемента.

Изгибающий момент, как и в прямой балке, вызывает в кривом стержне только нормальные напряжения. Распределение их по высоте сечения определяется следующей формулой:
{\displaystyle \sigma ={\frac {z}{\rho }}{\frac {\delta d\varphi }{d\varphi }}E},
где
- {\displaystyle z} — расстояние от нейтральной оси до точки, где определяется напряжение
- {\displaystyle \rho } — радиус кривизны в точке
- {\displaystyle \delta d\varphi } — величина изменения угла между смежными сечениями под действием момента
- {\displaystyle d\varphi } — начальный угол между сечениями
- {\displaystyle E} — Модуль Юнга.

Получается, что в отличие от прямой балки, где напряжения распределяются по линейному закону, в криволинейном стержне нормальные напряжения от момента распределяются по гиперболическому закону. Из этого следует несколько важных выводов, а именно: при изгибе кривого стержня нейтральная ось не проходит через центр тяжести сечения; напряжения в наружных волокнах элемента меньше, чем при таком же изгибе прямой балки, а во внутренних волокнах — больше; рост напряжений по высоте сечения происходит с разной скоростью. Наибольшей величины напряжения достигают с внутренней стороны. Однако они достаточно быстро убывают по глубине. Если конструкция работает в статическом режиме и сделана из пластичных материалов, не подверженных хрупкому разрушению, то перенапряжения на самом краю сечения с внутренней стороны могут не представлять опасности.
Формула нормальных напряжений от момента будет иметь вид:
{\displaystyle \sigma ={\frac {M}{S}}\cdot {\frac {z}{\rho }}},
а формула полных нормальных напряжений в кривом стержне:
{\displaystyle \sigma ={\frac {N}{F}}+{\frac {M}{S}}\cdot {\frac {z}{\rho }}}.
Радиус кривизны нейтрального слоя определяется из уравнения:
{\displaystyle r={\frac {F}{\int \limits _{F}{\frac {dF}{\rho }}}}}.
Из формул следует, что чем меньше отношение радиуса кривизны стержня к высоте его сечения, тем больше работа кривого стержня отличается от работы прямой балки. Когда же радиус оси намного превосходит размеры сечения, работа кривого стержня похожа на работу прямой балки и нормальные напряжения в этих случаях будут почти равны. Чаще всего арки в строительных конструкциях относятся ко второй категории кривых стержней. К первой же можно отнести разнообразные криволинейные детали: крюки, звенья цепей, колец и пр.
Деформации, возникающие в кривых стержнях, в общем случае определяются следующими выражениями:
{\displaystyle {\begin{matrix}f=\int \limits _{S}{\frac {MdS}{EJ}}\cdot {\frac {\delta M}{\delta P}}+\int \limits _{S}{\frac {NdS}{EF}}\cdot {\frac {\delta N}{\delta P}}\\\theta =\int \limits _{S}{\frac {MdS}{EJ}}\cdot {\frac {\delta M}{\delta M_{0}}}+\int \limits _{S}{\frac {NdS}{EF}}\cdot {\frac {\delta N}{\delta M_{0}}}\end{matrix}}{\Bigg \}}}
где
- {\displaystyle f} — линейное перемещение центра тяжести сечения
- {\displaystyle \theta } — угол поворота сечения.

В большинстве случаев, однако, влиянием кривизны для определения деформаций можно пренебречь.
Очертание оси арки может быть самым разнообразным, но чаще встречаются следующие виды:
Очертания осей арок
Наиболее распространёнными являются следующие типы расчётных схем арок:
Типы арок по статической работе
Каждый из типов имеет свои преимущества и недостатки, и выбор той или иной конструкции определяется инженером-проектировщиком исходя как из прочностных требований, так и из необходимости применения тех или иных материалов для арки, архитектурных задач, стоимости и местных условий строительства. Так, например, трёхшарнирная арка является статически определимой системой, в силу чего подобная конструкция не так чувствительна к температурным воздействиям и осадкам опор. Также трёхшарнирные арочные конструкции удобны с точки зрения монтажных работ и транспортировки, так как состоят из двух отдельных частей. Однако наличие дополнительного шарнира приводит к большой разнице моментов по длине обеих частей, что, соответственно, требует дополнительного расхода материала. Противоположна ей в этом плане бесшарнирная арка, которая благодаря защемлению пят арок в опорах имеет наиболее благоприятное распределение моментов по длине и может быть изготовлена с минимальными сечениями. Но защемление в опорах, в свою очередь, приводит к необходимости устройства более мощных фундаментов, арка чувствительная как к перемещениям опор, так и к температурным напряжениям. Наибольшее распространение получила двухшарнирная арка. Являясь единожды статически неопределимой системой, она также имеет хорошее распределение моментов по длине и избавлена от необходимости устройства массивных опор.
При использовании арок в качестве перекрытий, они рассчитываются в общем случае на равномерно распределённую нагрузку (нагрузка от вышележащих конструкций перекрытий, снеговая нагрузка, нагрузка от собственного веса арки). В ходе расчёта строятся эпюры усилий, возникающих в сечениях арки, по которым определяются наиболее опасные сечения. Формулы для определения усилий в каком-либо сечении арки следующие:
1. Изгибающий момент
{\displaystyle M_{x}=M_{x}=M_{o}p+{M_{x}}^{b}-F_{h}y},
где
- {\displaystyle M_{op}} — опорный момент в бесшарнирной арке (в двух- или трёхшарнирной арке он равен нулю)
- {\displaystyle {M_{x}}^{b}} — балочный момент
- {\displaystyle F_{h}} — распор
- {\displaystyle x,y} — координаты сечения.

Распор определяется из выражения:
{\displaystyle F_{h}=k{M_{c}}^{b}/f},
где
- {\displaystyle {M_{c}}^{b}} — балочный момент в середине пролёта
- {\displaystyle f} — стрела подъёма арки
- {\displaystyle k} — коэффициент, учитывающий геометрические и физические характеристики арки.

2. Продольная сила
{\displaystyle N_{x}=-{Q_{x}}^{b}\sin \varphi -F_{h}\cos \varphi },
где
- {\displaystyle {Q_{x}}^{b}} — балочная поперечная сила
- {\displaystyle \varphi } — угол между касательной к оси арки в рассматриваемой сечении и горизонталью.

3. Поперечная сила
{\displaystyle Q_{x}={Q_{x}}^{b}\cos \varphi -F_{h}\sin \varphi }.

## Типы арок
- Треугольная
- Круглая или полуциркульная
- Круглая пологая арка или сегментная
- Ползучая или косая арка
- Стрельчатая
- Плоская сжатая арка
- Трёхлопастная арка
- Подковообразная
- Трёхцентровая арка
- Эллиптическая арка
- Вогнутая арка
- Килевидная арка
- Опрокинутая килевидная арка
- Четырёхцентровая арка (Тюдоров или персидская)
- Параболическая арка

По форме различают арки:
- аравийская — имеет повышенный центр построения, была распространена в зодчестве народов востока, в испано-мавританской архитектуре.
- аркбутан — арка с пятами на разных уровнях, наклонно передающая распор свода на внешнюю опору.
- вогнутая — перекрытая двумя дугами, обращёнными выпуклыми сторонами в пролёт.
- двулопастная — сложенная из двух малых арок одинаковых размеров, импосты и соединения которых расположены на одном уровне.
- двуцентровая — дуга, образованная из двух дуг одного и того же радиуса, пересекающихся в замке под тупым углом.
- диагональная — расположена в крестовом своде по диагонали квадрата или прямоугольника, то есть Нервюра, которую называют «ожива».
- эллиптичная — образована в пересечении частью эллипса.
- заплечная — устроенная над углублением в стене, тип круглой арки.
- обратная — с обращенной вниз выпуклостью дуги.
- зубчатая — с равномерным расположением по внутренней поверхности остроконечных выступов.
- килеподобная (килевидная или «ослиный хребет») — имеет вид поперечного разреза опрокинутого килевого судна, нашла применение в русском зодчестве.
- клинчатая — выложенная их клинчатых камней или из прямоугольных камней с клинчатыми швами.
- косая — см. ползучая.
- коробовая или эллиптическая — дуга, описанная из трёх, пяти, семи центров. Разновидностью её является седловидная арка.
- круговая (стиснутая) — описана полукругом из центра, расположенного ниже пят.
- угловая — то же самое, что и митровая.
- ланцетоподобная (копьеподобная) — образована двумя дугами, которые соединяются под углом и имеет формы стрельчатой равносторонней, стрельчатой стиснутой, стрельчатой плоской.
- ломаная — см. стрельчатая.
- лучковая (круговая) — с дугой менее полуокружности (одноцентровая).
- мавританская — то же самое, что и аравийская
- митровая — с двумя симметричными спадами в завершении.
- многолопастная — вид арки, составленной из трёх или большего числа кривых, пересекающихся под острым углом.
- овальная — образует в своде часть овала.
- выпукло-вогнутая — выгибы у пят обращены выпуклыми сторонами в середину пролёта и плавно переходят в одноцентровой или многоцентровой подъём по вертикальной оси.
- параболическая — образует в своде часть параболы.
- опрокинутая — такая, в которой замок находится ниже пят. Выполняет функции разгрузочной и устраивается в нижней части стены.
- перспективная — концентрическая, уходящая внутрь стены уступами уменьшающихся радиусов, находит применение при оформлении порталов.
- полуциркульная или полукруглая — её дуга описана полуокружностью; наиболее распространённый вид арки.
- подвесная — состоит из двух дуг, точка пересечения которых расположена ниже вершины арки.
- подковообразная — то же самое, что аравийская.
- сводная — то же самое, что ланцетоподобная.
- стрельчатая — состоит из двух дуг, пересекающихся в замке под острым углом. Получила широкое применение в готической архитектуре. Различают стрельчатую арку, сжатую и ланцетовидную.
- плоская — со стрелой подъёма в несколько раз меньше пролёта.
- ползучая или «кобылья голова» — арка, имеющая опоры (пяты) на различных уровнях, например, под маршами лестниц.
- подпружная — вспомогательная арка, укрепляющая или поддерживающая различные конструкции сводов.
- портьерная — образована двумя или четырьмя дугами с центрами за пределами пролёта.
- притупленная — пологая стрельчатая с округлениями в пятах.
- пятилистная — навершие окна в виде пятилистника.
- разгрузочная — арка, заделанная в стене и распределяющая нагрузку от верхних частей здания на опоры, или наоборот, от отдельных опор на стенку фундамента.
- сжатая (лежачая) — завершенная горизонтальной перемычкой.
- скамеечка — беседка в виде триумфальной арки со сквозными решетчатыми стенками, к которым примыкают сиденья.
- ступенчатая — система арок в виде нескольких ярусов закомар.
- трёхлопастная — образована тремя полуокружностями, причём приподнятое среднее опирается на концы боковых, которые зеркально повторяют друг друга.
- трёхцентровая — полуовальная в разрезе, состоит из дуг трёх окружностей, из которых наибольшее среднее построенное радиусом из центра на оси пролёта. Две другие дуги прокладываются радиусами из точек, что находятся значительно выше.
- «тюдор» — пологая с заострённым верхом.
- ложная, воображаемая или фальшивая — арка, не дающая горизонтального распора, так как выложена путём горизонтального напуска камней.
- царская — расположенная в Царских вратах иконостаса христианского храма.
- щековая — подпружная крестового свода, расположена по бокам прямоугольника его плана. Окружает свод перпендикулярно к его образующей.
- упорная — см. аркбутан.

Арки сооружаются также в виде отдельных сооружений:
- мемориальная — сооруженная в память о важном событии или исторической личности.
- триумфальная — подробнее см. триумфальная арка.

### Полуциркульная арка
Полуциркульная (полукруглая) арка — арка, имеющая форму полуокружности, центр которой расположен на уровне пят арки.
Простейший и наиболее распространённый тип арки. Присутствует в зодчестве разных эпох, стран и стилей. Наиболее характерна для классической архитектуры, где она чаще всего бывает обрамлена архивольтом (от лат. arcus volutus — «обрамляющая дуга») или выделена рядом клинчатых камней с замковым камнем посередине. Обычно опирается на пилоны.

### Лучковая арка
Лучковая арка — арка, имеющая форму дуги примерно в четверть окружности. В Древнем Риме арки такой формы служили перемычкой оконных проемов в жилых зданиях. Типичным примером применения лучковой арки является сегментный арочный мост.

### Стрельчатая арка
На Востоке полукруглая арка претерпела наиболее сильную трансформацию, превратившись в так называемую стрельчатую, или ломаную арку, дуги которой пересекаются под углом.
По форме различают несколько видов стрельчатых арок:
- равносторонние арки, центры дуг которых находятся в пятах арок;
- сжатые арки, центры дуг которых находятся на горизонтальной линии, проходящей через пяты арок;
- плоские арки, центры дуг которых находятся ниже пят арок.

## Арки в природе
Формы в виде арки являются весьма частыми в природе, являясь лишь малой частью криволинейных объектов и поверхностей, что свойственны природным объектам. Они могут быть из камня, изо льда, из дерева. Арочные формы в природе повлияли, скорее всего, на применение их человеком в строительных конструкциях. Являясь зачастую проходом из одного места в другое, они стали нести и сакральный смысл, символизируя своеобразный портал в то место, где возможно ожидать чего-то нового и ранее неизведанного. Являясь продуктом эрозии, арочные каменные конструкции играют незначительную роль в горообразовании, изучение их позволяет получить дополнительную информацию о происходивших на земле процессах.
- Ледник
- "Мост бессмертных" на горе Тайшань в Китае
- Скала в Сент-Уэн (США)

.
Согласно классификации национального парка Арчес (штат Юта, США), каменный проём должен иметь ширину не менее 3 футов (0,914 метра) и располагаться в достаточно большой стене, чтобы считаться аркой. При этом арки через естественные водотоки, а также через пересохшие русла, называются природными мостами. Отверстия в скалах, расположенные достаточно далеко от краёв и не влияющие на форму скалы, арками не считаются.